# یورگن پکه
یورگن پکه (آلمانی: Jürgen Paeke؛ زادهٔ ۱۳ سپتامبر ۱۹۴۸) ژیمناست هنری اهل آلمان بود.
وی در مسابقات کشوری و بین‌المللی در مجموع برندهٔ ۱ مدال برنز شده‌است.